# تشيهيرو اوتسوكا
تشيهيرو اوتسوكا (باليابانية: 大塚千弘؛ بالكانا: おおつか ちひろ) هي مؤدية صوت وممثلة يابانية، ولدت في 12 مارس 1986 في مدينة توكوشيما في اليابان.

## وصلات خارجية
- تشيهيرو اوتسوكا على موقع IMDb (الإنجليزية)
- تشيهيرو اوتسوكا على موقع ميوزك برينز (الإنجليزية)
- تشيهيرو اوتسوكا على موقع قاعدة بيانات الفيلم (الإنجليزية)